# Passiflora haematostigma
Passiflora haematostigma là một loài thực vật có hoa trong họ Lạc tiên. Loài này được Mart. ex Mast. mô tả khoa học đầu tiên năm 1872.